# الهيئة العامة للإصلاح الزراعي (مصر)
الهيئة العامة للإصلاح الزراعي هي هيئة حكومية عامة مصرية تتبع وزارة الزراعة واستصلاح الأراضي. تأسست عام 1957 عقب إصدار قانون الإصلاح الزراعي في عام 1952 بعد قيام ثورة يوليو.

## التاريخ
وضعت الثورة بعض مبادئها الست موضع التنفيذ ومنها إقامة حياة ديمقراطية سليمة وعدالة اجتماعية وجيش وطني قوي. ولتحقيق مبدأ العدالة الاجتماعية صدر قانون الإصلاح الزراعي مبكرا في 9 سبتمبر 1952 - في عهد الرئيس محمد نجيب- وطبقه جمال عبد الناصر. وينص القانون على تحديد الملكية الزراعية للأفراد، وأخذ الأرض من كبار الملاك وتوزيعها على صغار الفلاحين المعدمين. وصدرت تعديلات متتالية حددت ملكية الفرد والأسرة متدرجة من 200 فدان إلى خمسين فدان للملاك القدامى. وعرفت هذه التعديلات بقانون الإصلاح الزراعي الأول والثاني وأنشئت جمعيات الإصلاح الزراعي لتتولى عملية استلام الأرض من الملاك بعد ترك النسبة التي حددها القانون لهم وتوزيع باقي المساحة على الفلاحين الأجراء المعدمين العاملين بنفس الأرض، ليتحولوا من أجراء لملاك. وصاحب هذ القانون تغيرات اجتماعية بمصر ورفع الفلاح المصري قامته واسترد أرضه أرض أجداده التي حرم من تملكها لسنين طويلة. وتوسعت بالإصلاح الزراعي زراعات مثل القطن وبدأ الفلاح يجني ثمار زرعه ويعلم أبنائه ويتولى الفلاحين حكم أنفسهم وانهارت طبقة باشوات مصر ملاك الأرض الزراعية وحكام مصر قبل الثورة.

## التشريعات المنظمة

### قانون الإصلاح الزراعي
- قانون الإصلاح الزراعي رقم 178 لسنة 1952. بموجب المادة 12 من القانون تأسست لجنة عليا للإشراف على الاستيلاء والتوزيع.[2][3]
  - التعديلات:
    - قانون رقم 197 لسنة 1952.[4]
    - قانون رقم 264 لسنة 1952.[5]
    - قانون رقم 271 لسنة 1952.[6]
    - قانون رقم 311 لسنة 1952.[7]
    - قانون رقم 108 لسنة 1953.[8][9]
    - قانون رقم 131 لسنة 1953.[10][11]
    - قانون رقم 225 لسنة 1953.[12][13]
    - قانون رقم 241 لسنة 1953.[14][15]
    - قانون رقم 270 لسنة 1953.[16][17]
    - قانون رقم 300 لسنة 1953.[18]
    - قانون رقم 397 لسنة 1953.[19]
    - قانون رقم 405 لسنة 1953.[20][21]
    - قانون رقم 406 لسنة 1953.[22][23]
    - قانون رقم 452 لسنة 1953.[24][25]
    - قانون رقم 210 لسنة 1954.[26]
    - قانون رقم 355 لسنة 1954.[27][28]
    - قانون رقم 403 لسنة 1954.[29]
    - قانون رقم 474 لسنة 1954.[30]
    - قانون رقم 245 لسنة 1955.[31][32]
    - قانون رقم 411 لسنة 1955.[33]
    - قانون رقم 554 لسنة 1955.[34]
    - قانون رقم 651 لسنة 1955.[35]
    - قانون رقم 267 لسنة 1956.[36]
    - قانون رقم 268 لسنة 1956.[37]
    - قانون رقم 298 لسنة 1956.[38]
    - قانون رقم 333 لسنة 1956.[39]
    - قرار رئيس الجمهورية لسنة 1957 والذي أنشئت بموجبه الهيئة العامة للإصلاح الزراعي.[40][41]
    - قانون رقم 84 لسنة 1957.[42]
    - قانون رقم 148 لسنة 1957.[43]
    - قانون رقم 24 لسنة 1958.[44]
    - قانون رقم 120 لسنة 1958.[45]
    - قانون رقم 121 لسنة 1958.[46][47]
    - قانون رقم 168 لسنة 1958.[48][49]
    - قانون رقم 183 لسنة 1959.[50]
    - قانون رقم 205 لسنة 1959.[51]
    - قرار رئيس الجمهورية رقم 1377 لسنة 1959.[52][53][54]
    - قانون رقم 34 لسنة 1960.[55]
    - قانون رقم 60 لسنة 1960.[56]
    - قانون رقم 274 لسنة 1960.[57]
    - قانون رقم 127 لسنة 1961.[58]
    - قانون رقم 132 لسنة 1961.[59]
    - قانون رقم 172 لسنة 1961.[60]
    - قانون رقم 185 لسنة 1961.[61]
    - قانون رقم 187 لسنة 1961.[62]
    - قانون رقم 85 لسنة 1962.[63]
    - قانون رقم 139 لسنة 1962.[64]
    - قانون رقم 17 لسنة 1963.[65][66]
    - قانون رقم 83 لسنة 1963.[67][68]
    - قانون رقم 138 لسنة 1964.[69]
    - قانون رقم 14 لسنة 1965.[70]
    - قانون رقم 45 لسنة 1965.[71]
    - قانون رقم 52 لسنة 1966.[72]
    - قانون رقم 69 لسنة 1971.[73]
    - قانون رقم 75 لسنة 1971.[74]
    - قانون رقم 123 لسنة 1974.[75]
    - قانون رقم 96 لسنة 1992.[76]
    - قانون رقم 15 لسنة 2022.[77]

  - اللائحة التنفيذية:
    - مرسوم لسنة 1953.[78]
    - قرار رئيس الجمهورية لسنة 1957.[79]
    - قرار رئيس الجمهورية رقم 691 لسنة 1962.[80]

#### تنظيم الهيئة العامة للإصلاح الزراعي
- قرار رئيس الجمهورية رقم 2271 لسنة 1960 بشأن اللائحة الداخلية للهيئة العامة للإصلاح الزراعي.[81]
- قرار رئيس الجمهورية رقم 1587 لسنة 1963 بشأن تنظيم الهيئة العامة للإصلاح الزراعي.[82]
- قانون رقم 122 لسنة 1964 بشأن تأميم الشركة الزراعية وتسليم أراضيها إلى الهيئة العامة للإصلاح الزراعي.[83]
- قرار رئيس الجمهورية رقم 2374 لسنة 1969 بشأن نقل تبعية الشركة المصرية الزراعية للهيئة العامة للإصلاح الزراعي.[84]
- قرار رئيس الجمهورية رقم 2430 لسنة 1971 بشأن نقل تبعية الشركة المصرية الزراعية من الهيئة العامة للإصلاح الزراعي.[85]
- قرار رئيس الجمهورية رقم 518 لسنة 1988 بشأن نقل تبعية الشركة المصرية العامة لبساتين الإصلاح الزراعي من الهيئة العامة للإصلاح الزراعي.[86]

#### مجلس الإدارة
- قرار رئيس الجمهورية لسنة 1957 بشأن تشكيل مجلس إدارة الهيئة العامة للإصلاح الزراعي، وبموجه أصبح تشكيل مجلس الإدارة كالتالي:[87]
  - الرئيس:
    - وزير الدولة للإصلاح الزراعي.

  - الأعضاء:
    - وزير الشؤون الاجتماعية والعمل.
    - وزير الأوقاف.
    - وزير الزراعة.
    - وزير الأشغال العمومية.
    - وزير المالية والاقتصاد.
    - وزير التموين.
    - وزير المواصلات.
    - رئيس مجلس الدولة.
- قرار رئيس الجمهورية رقم 1588 لسنة 1963 بشأن تشكيل مجلس إدارة الهيئة العامة للإصلاح الزراعي، وبموجه أصبح تشكيل مجلس الإدارة كالتالي:[88]
  - الرئيس:
    - رئيس مجلس الإدارة.

  - الأعضاء:
    - نائب رئيس مجلس الدولة.
    - وكيل وزارة الإصلاح الزراعي وإصلاح الأراضي.
    - وكيل وزارة الزراعة.
    - وكيل وزارة الأشغال.
    - وكيل وزارة الخزانة.
    - وكيل وزارة الاقتصاد.
    - مدير الهيئة العامة للإصلاح الزراعي.
    - رئيس مجلس إدارة الجمعية التعاونية العامة للإصلاح الزراعي.
    - رئيس مجلس إدارة الشركة المصرية العامة لبساتين الإصلاح الزراعي.
- قرار رئيس مجلس الوزراء رقم 1483 لسنة 2018 بشأن تشكيل مجلس إدارة الهيئة العامة للإصلاح الزراعي، وبموجه أصبح تشكيل مجلس الإدارة كالتالي:[89]
  - الرئيس:
    - وزير الزراعة واستصلاح الأراضي.

  - الأعضاء:
    - رئيس إدارة الفتوى لوزارة الزراعة واستصلاح الأراضي.
    - مدير الهيئة العامة للإصلاح الزراعي.
    - رئيس قطاع الهيئات وشئون مكتب وزير الزراعة واستصلاح الأراضي.
    - رئيس الإدارة المركزية للملكية والحيازة بالهيئة العامة للإصلاح الزراعي.
    - رئيس مجلس إدارة الجمعية العامة للإصلاح الزراعي.
    - المستشار القانوني لوزير الزراعة واستصلاح الأراضي.
    - ممثل عن وزارة التنمية المحلية.
    - ممثل عن وزارة الموارد المائية والري.
    - ممثل عن وزارة المالية.
    - عضو من ذوي الخبرة.

### قوانين أخرى
- قانون رقم 30 لسنة 1944 بشأن الإصلاح الزراعي القروي.[90]
- قانون رقم 494 لسنة 1953 بشأن محاكم النظر في المنازعات الخاصة بقانون الإصلاح الزراعي.[91]
  - التعديلات:
    - قانون رقم 524 لسنة 1954.[92]
- قانون رقم 152 لسنة 1957 بشأن تنظيم استبدال الأراضي الزراعية الموقوفة على جهات البر.[93]
- قانون رقم 119 لسنة 1959 بشأن توزيع الأراضي الزراعية المصادرة على صغار الفلاحين.[94]
  - التعديلات:
    - قانون رقم 65 لسنة 1960.[95]
- قانون رقم 264 لسنة 1960 بشأن استبدال الأراضي الزراعية الموقوفة على جهات البر العامة للأقباط الأرثوذكس.[96]
- قانون رقم 44 لسنة 1962 بشأن تسليم الأعيان التي تديرها وزارة الأوقاف إلى الهيئة العامة للإصلاح الزراعي والمجالس المحلية.[97]
- قانون رقم 71 لسنة 1962 بشأن التركات الشاغرة التي تتخلف عن المتوفيين من غير وارث.[98]
- قانون رقم 3 لسنة 1963 بشأن توزيع أراضي على صغار الزراع.[99]
- قانون رقم 84 لسنة 1963 بشأن الاعتراضات ببور الأرض المقدمة إلى الهيئة العامة للإصلاح الزراعي.[100]
- قانون رقم 104 لسنة 1964 بشأن تملك الدولة للأراضي الزراعية التي تم الاستيلاء عليها دون مقابل.[101]
  - حكم عدم دستورية القرار بقانون رقم 104 لسنة 1964 بأيلولة ملكية الأراضى الزراعية التى تم الاستيلاء عليها إلى الدولة دون مقابل.[102]
- قانون رقم 2193 لسنة 1967 بشأن التصرف في حدائق الإصلاح الزراعي.[103]
- قرار رئيس الجمهورية رقم 46 لسنة 1969 بشأن التصرف في حدائق الإصلاح الزراعي.[104]
- قانون رقم 50 لسنة 1969 بشأن تعيين حد أقصى لملكية الأسرة والفرد في الأراضي الزراعية وما في حكمها.[105]
  - التعديلات:
    - قانون رقم 81 لسنة 1971.[106]
- قانون رقم 15 لسنة 1970 بشأن تقرير بعض الأحكام الخاصة بتصرفات الملاك الخاضعين لأحكام قوانين الإصلاح الزراعي.[107]
  - التعديلات:
    - قانون رقم 50 لسنة 1979.[108]
- قانون رقم 3 لسنة 1986 بشأن تصفية بعض الأوضاع المترتبة على قوانين الإصلاح الزراعي.[109]
  - اللائحة التنفيذية:
    - قرار وزاري رقم 877 لسنة 1986.[110]
    - قرار وزاري رقم 221 لسنة 1989.[111]
- قرار رئيس الجمهورية رقم 247 لسنة 1986 بشأن تخصيص نسبة من حصيلة إيرادات بساتين الإصلاح الزراعي للصرف على أغراض الإحلال.[112]

## الجهات التابعة
- الجمعية التعاونية العامة للإصلاح الزراعي.

## رؤساء الهيئة
- أحمد حامد النشرتي.[113]

## مديري الهيئة
- محمد الخطيب.[114]
- حسن فولي.[115][116]
- زكريا هلال.[117]
- علي إسماعيل.[118]
- عبد المنعم البنا.[118]
- منصور السيد يوسف.[119]
- إبراهيم سعد هجرس.[120]